# Кьонги-до
Кьонги-до (на английски: Gyeonggi-do) е най-населената провинция на Южна Корея с 10 628 842 жители (2004 г.) Кьонги-до е разположена в северозападната част на страната и е с обща площ от 10 867 км². Административен център и най-голям град на провинцията е Сувон. Кьонги-до е основана през 1413 г.